# Drosophila peninsularis
Drosophila peninsularis este o specie de muște din genul Drosophila, familia Drosophilidae, descrisă de Patterson și Wheeler în anul 1942. Conform Catalogue of Life specia Drosophila peninsularis nu are subspecii cunoscute.